# 辛特拉宫

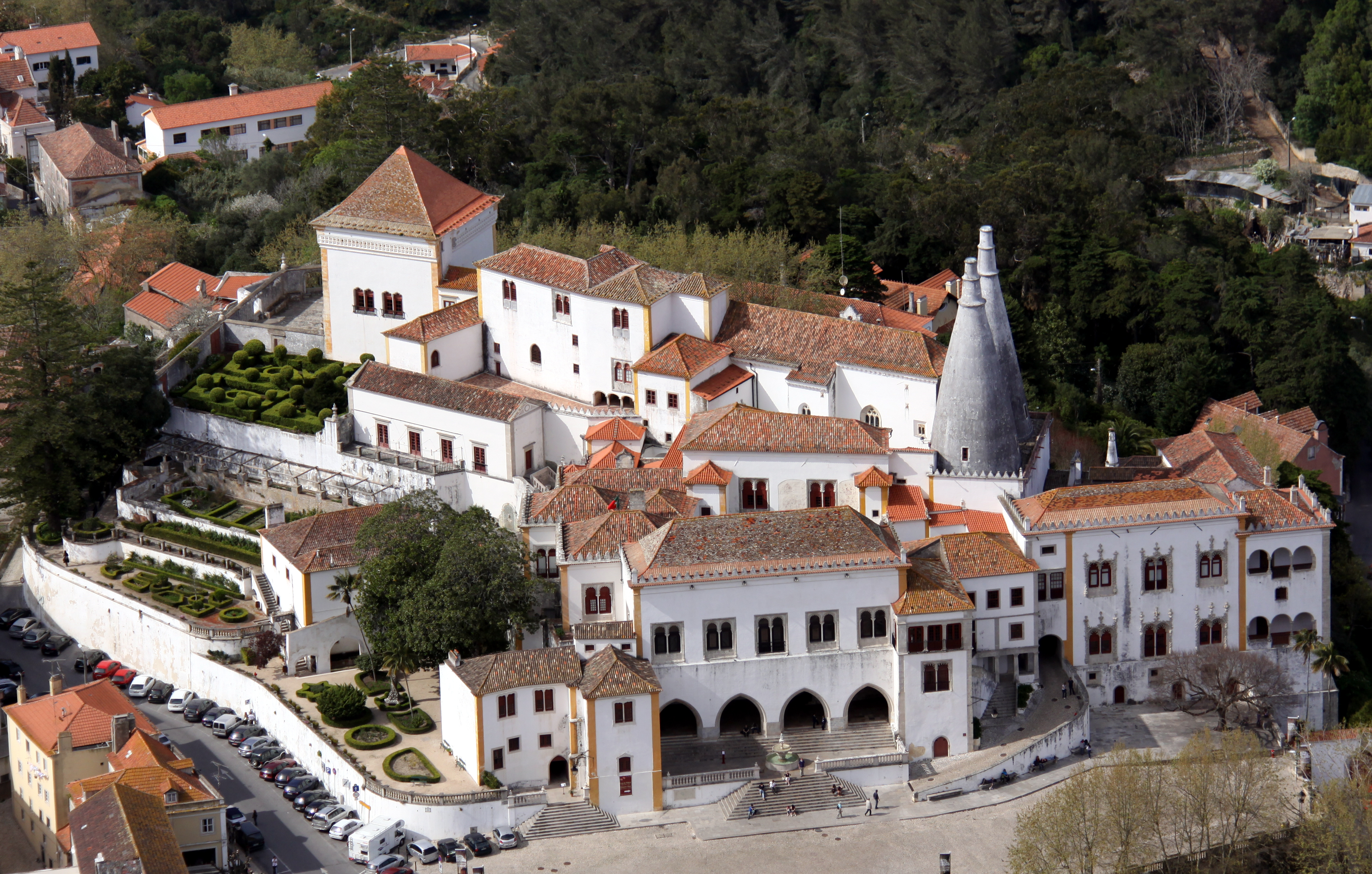
辛特拉宫

辛特拉宫（葡萄牙語：Palácio Nacional de Sintra）位于葡萄牙里斯本附近的辛特拉，它是葡萄牙保存最完好的中世纪皇家宫殿，从15世纪初到19世纪后期或多或少有王室连续居住。这是一个重要的旅游景点，作为辛特拉文化景观的一部分，被联合国教科文组织列为世界遗产。